# Азия-Плюс
«Азия-Плюс» (англ. Asia-Plus) — таджикистанское информационное агентство и одноимённые средства массовой информации: интернет-издание, печатная газета и радиостанция, принадлежащие компании Asia-Plus Media Group.

## История
Агентство «Азия-Плюс» было зарегистрировано в Министерстве юстиции Республики Таджикистан в 1995 году. Первый номер информационно-аналитического бюллетеня под тем же названием был напечатан в апреле 1996 года. В 2000 году была основана газета «Азия-Плюс», которая стала издаваться в больших тиражах. В начале 2000-х годов у агентства появился сайт, в скором времени ставший одним из самых посещаемых интернет-ресурсов страны. В 2002 году была запущена одноимённая информационно-музыкальная радиостанция, вещающая в Душанбе, Худжанде и Бохтаре. С 2008 года вместе с газетой «Азия-Плюс» выходит информационно-развлекательное приложение — глянцевый журнал VIPzone. В 2014 году радио «Азия-Плюс» начало вещание через интернет. Газета агентства была награждена премией Союза журналистов РТ имени А. Лахути.
Первоначально издания агентства использовали русский и английский языки, позднее к ним добавился таджикский.
B 2011 году агентство получила грант от Национального фонда демократии США. 
В 2012 году в Таджикистане происходили блокировки ряда новостных интернет изданий, под блокировку попала также и «Азия-Плюс».

## Состав редакции
- Умед Бабаханов — главный редактор;
- Ольга Тутубалина — шеф-редактор;
- Амрита Каргизова — выпускающий редактор;
- Роза Шапошник — выпускающий редактор;
- Фируз Умарзода — руководитель отдела мультимедиа;